# Revista Vascongada
La Revista Vascongada, que llevaba el subtítulo de «periódico científico y literario», fue una revista editada en Vitoria.

## Historia
Fundada en 1847 por los vitorianos Francisco Juan de Ayala y Sotero Manteli, su primer número vio la luz el 1 de enero de ese año. Se imprimía, de hecho, en la imprenta que la familia Manteli tenía en la capital alavesa. En ese primer número original, la revista se presenta en sociedad con las siguientes palabras:

[...] ni desconocemos el tono mesurado que debe caracterizar a nuestra Revista, ni tampoco el sistema que la costumbre ha introducido en esta clase de publicaciones. Artículos de ciencias y amena literatura debidos a plumas bien conocidas se encontrarán como ofrecimos en nuestras páginas, y en ellas daremos también cabida a la novela, género de composición que más boga ha alcanzado en nuestros días. Hemos preferido a otras la que da principio en el presente número, porque a su mérito indisputable reúne la circunstancia de ser original de uno de los compañeros en redacción y cuyo nombre es ya conocido de muchos de nuestros lectores.

Agenos [sic] a todas rivalidades y partidos; sin prevención alguna; tal como nos lo dicte nuestra conciencia y no de otro modo formaremos los juicios críticos de las obras que se nos remitan, sin que la baja adulación se mezcle jamás con nuestros conceptos, hijos de las más puras convicciones.
«Introducción»